# Age of Ruin
Age of Ruin is een metalcoreband uit Washington D.C.

## Biografie
Age of Ruin werd gevormd in 2001 en speelt metalcore. De groep verzorgde talloze optredens en toerde met bands als Shadows Fall, Darkest Hour, The Bled, Sworn Enemy en Good Clean Fun.
Begin 2006 maakten ze hun eerste Europese tournee en speelden ze met bands als The Black Dahlia Murder, Bleeding Through en Most Precious Blood.

## Albums
- Black Sands of the Hourglass, 2004
- The Tides of Tragedy, 2004